# سیارک ۱۴۸۴
سیارک ۱۴۸۴ (به انگلیسی: 1484 Postrema، نامگذاری:1938HC) هزار و چهارصد و هشتاد و چهارمین سیارک کشف شده‌است که در ۲۹ آوریل ۱۹۳۸ و در رصدخانه سایمیز کشف شد.
قدر مطلق سیارک برابر ۱۲٫۱۰ است.